# 反省院舊址
反省院舊址位於重慶市渝中区南纪门街道储奇门邮政局巷22号，年代為民国十九年（1928年），占地面积179平方米，建筑面积537平方米。1987年1月23日列為重慶市第二批市級文物保護單位初定名單。现为未定级不可移动文物。